# Gekroesd gaffeltandmos
Gekroesd gaffeltandmos (Dicranum spurium) is een soort uit het geslacht gaffeltandmos (Dicranum).

## Determinatie
De bladeren van gekroesd gaffeltandmos bezitten een hol afstaand basisdeel en vrij kort ingebogen topdeel. De planten maken daardoor een opvallend mollige indruk.

## Ecologie
Gekroesd gaffeltandmos is vooral te vinden in heiden op voedselarme zandgrond met een laagje mor, maar eveneens op vastgelegd stuifzand in open dennenbossen. 

## Verspreiding
In Nederland is gekroesd gaffeltandmos zeldzaam. Het staat op de Nederlandse Rode Lijst in de categorie 'bedreigd'. De soort wordt in Touw & Rubers nog vrij algemeen genoemd in grote delen van het Pleistoceen district. Na 1960 is gekroesd gaffeltandmos echter sterk achteruitgegaan. Op de Veluwe en de Utrechtse heuvelrug kwam het in de tachtiger jaren nog op diverse locaties voor, maar ook hier is sprake van een achteruitgang, en het is zelfs onbekend of de soort hier nog steeds aanwezig is. Ver-thema's zoals verdroging en vergrassing, o.a. door stikstofdepositie, zijn ongetwijfeld de belangrijkste oorzaken geweest voor de zeer sterke achteruitgang van de soort. De vrij opvallende habitus van gekroesd gaffeltandmos sluit verwisseling met andere soorten vrijwel uit.

## Fotogalerij

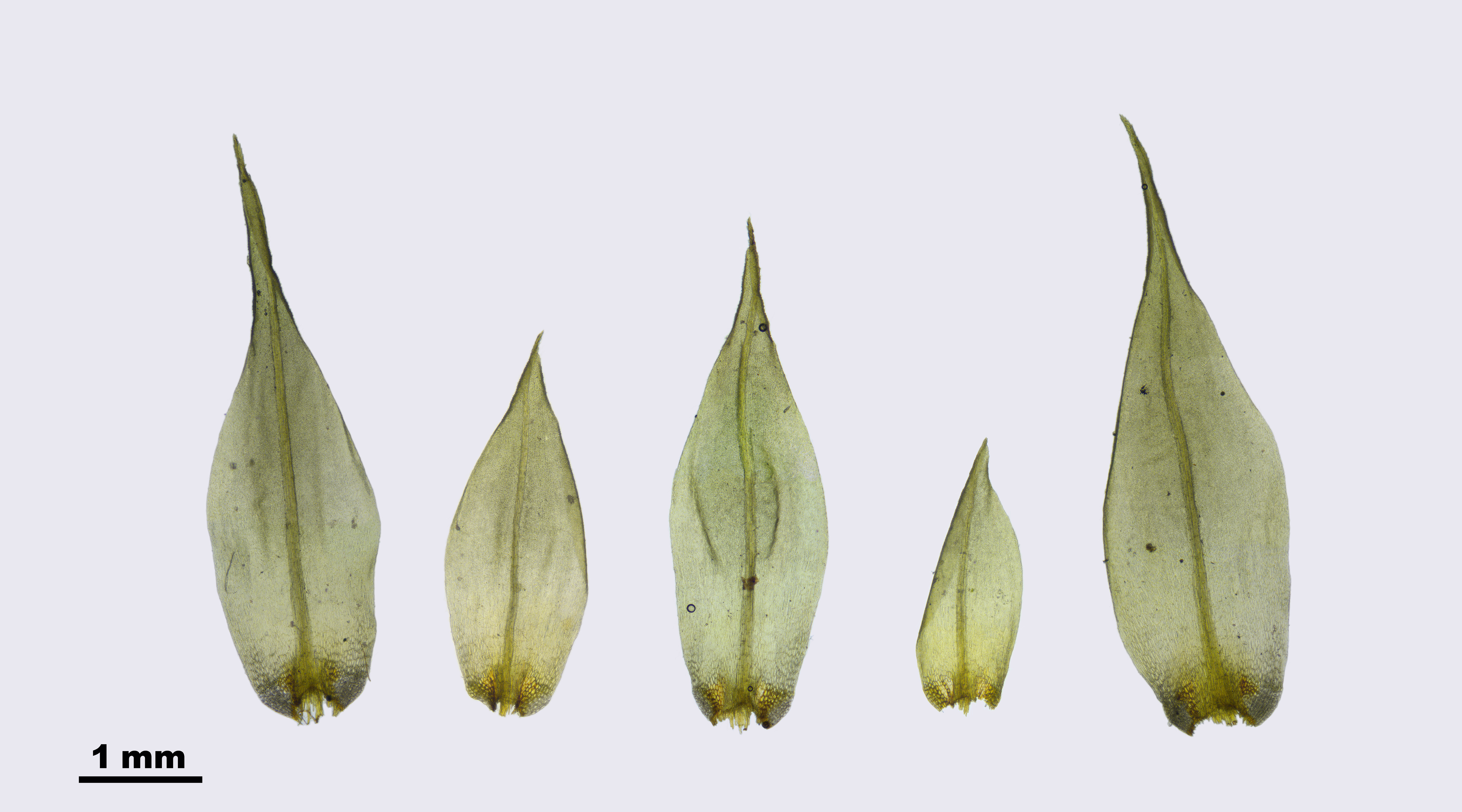
Bladeren
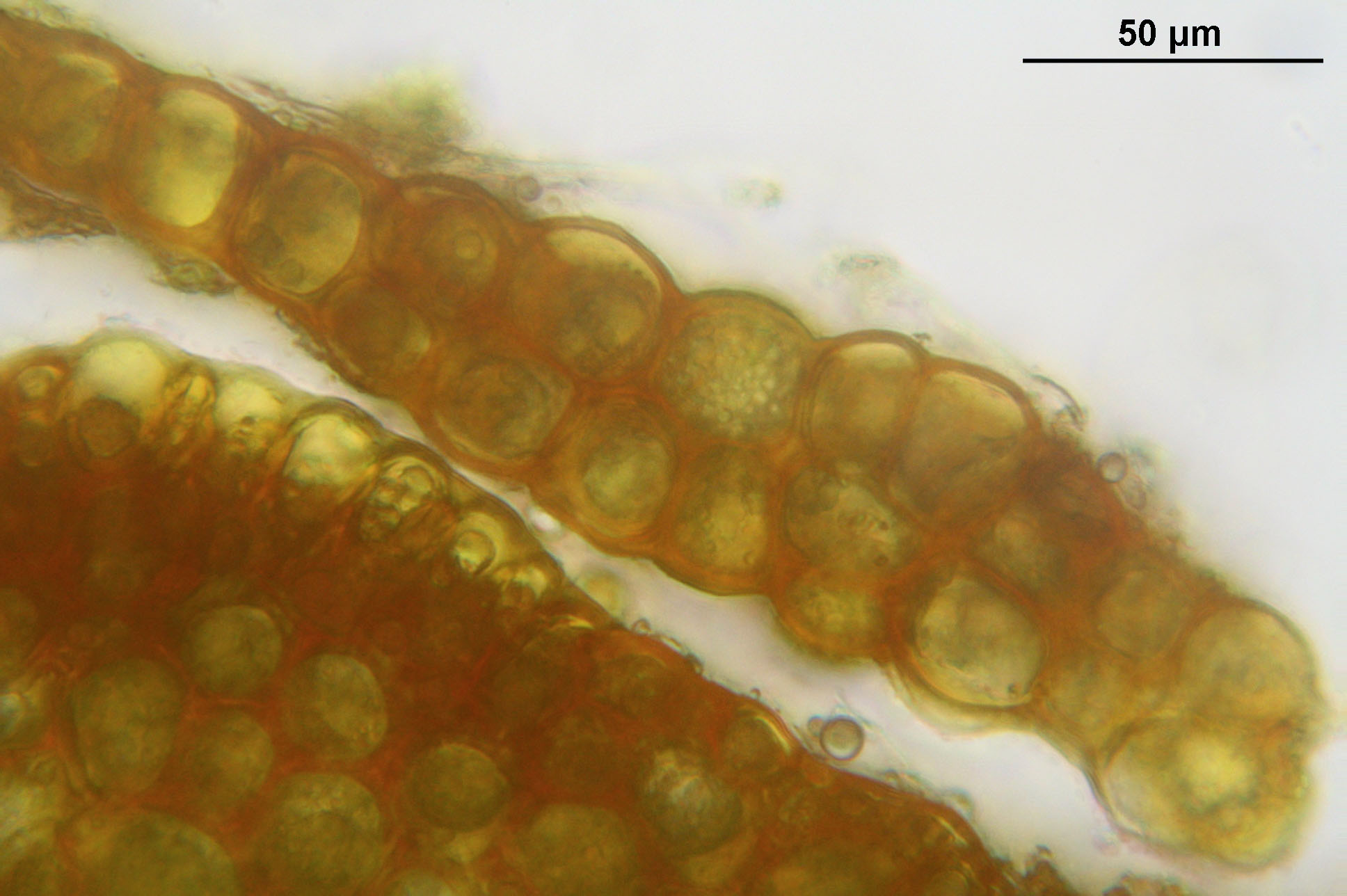
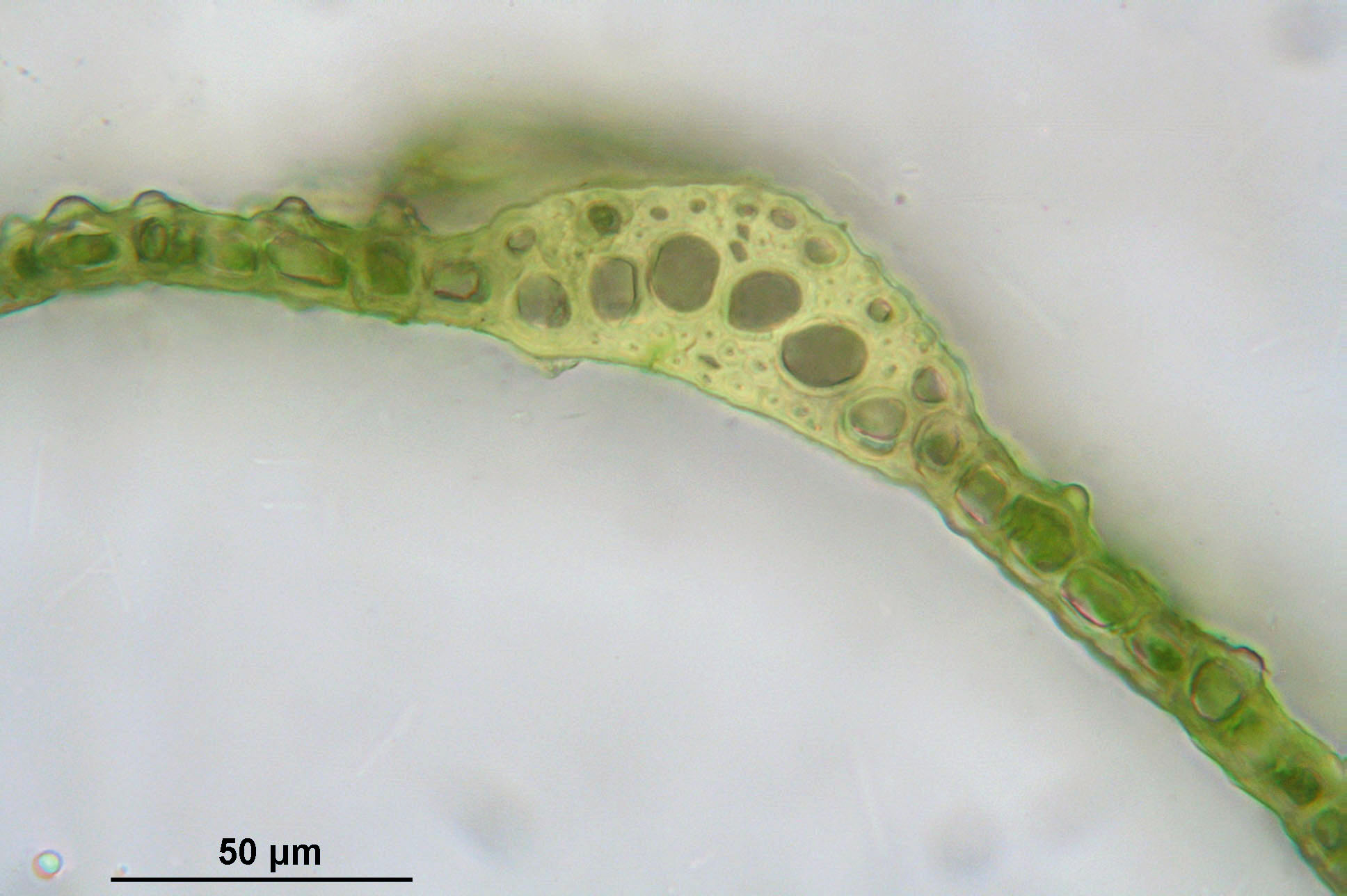
Doorsnede bladnerf
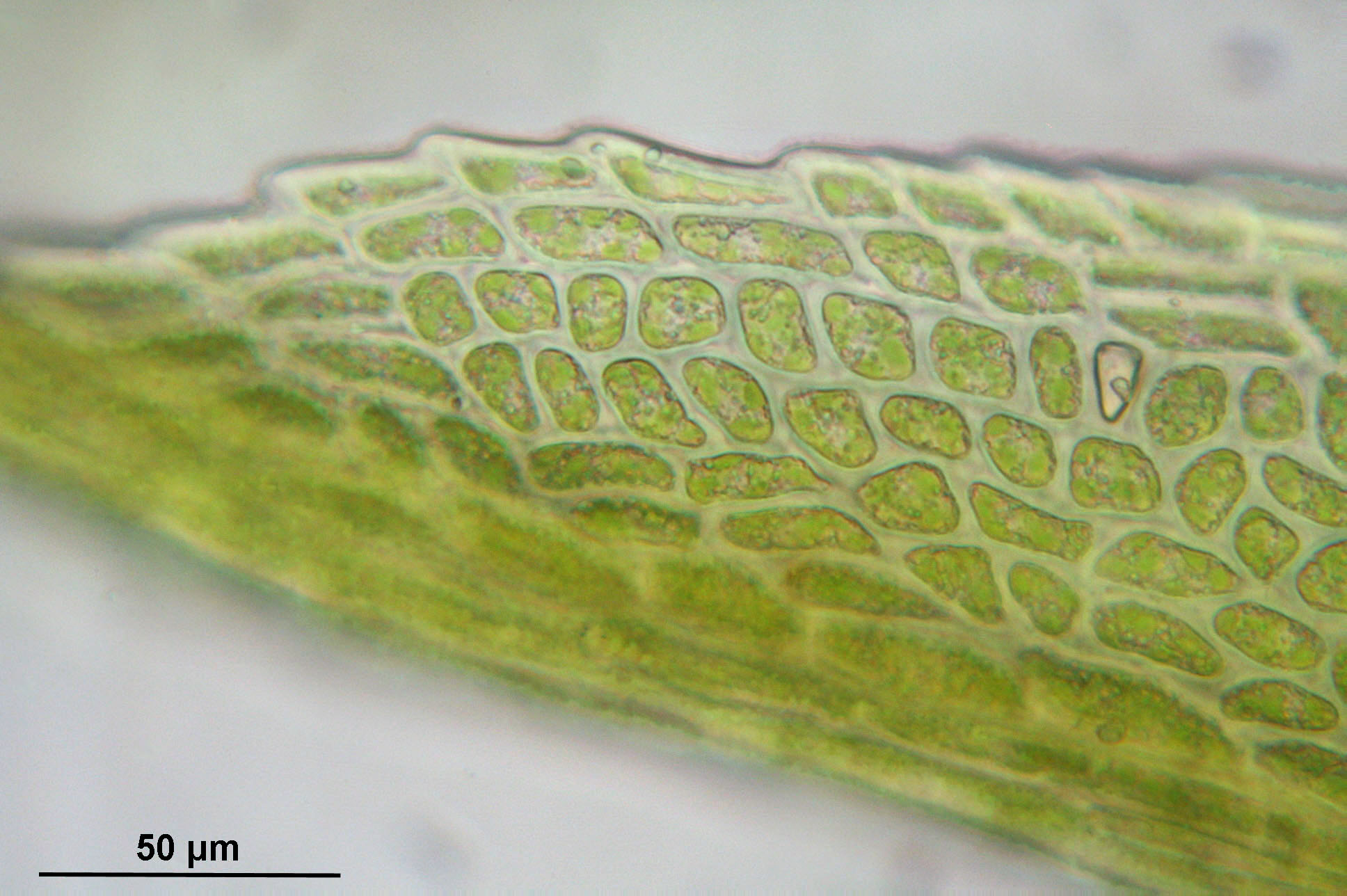
Bladcellen top
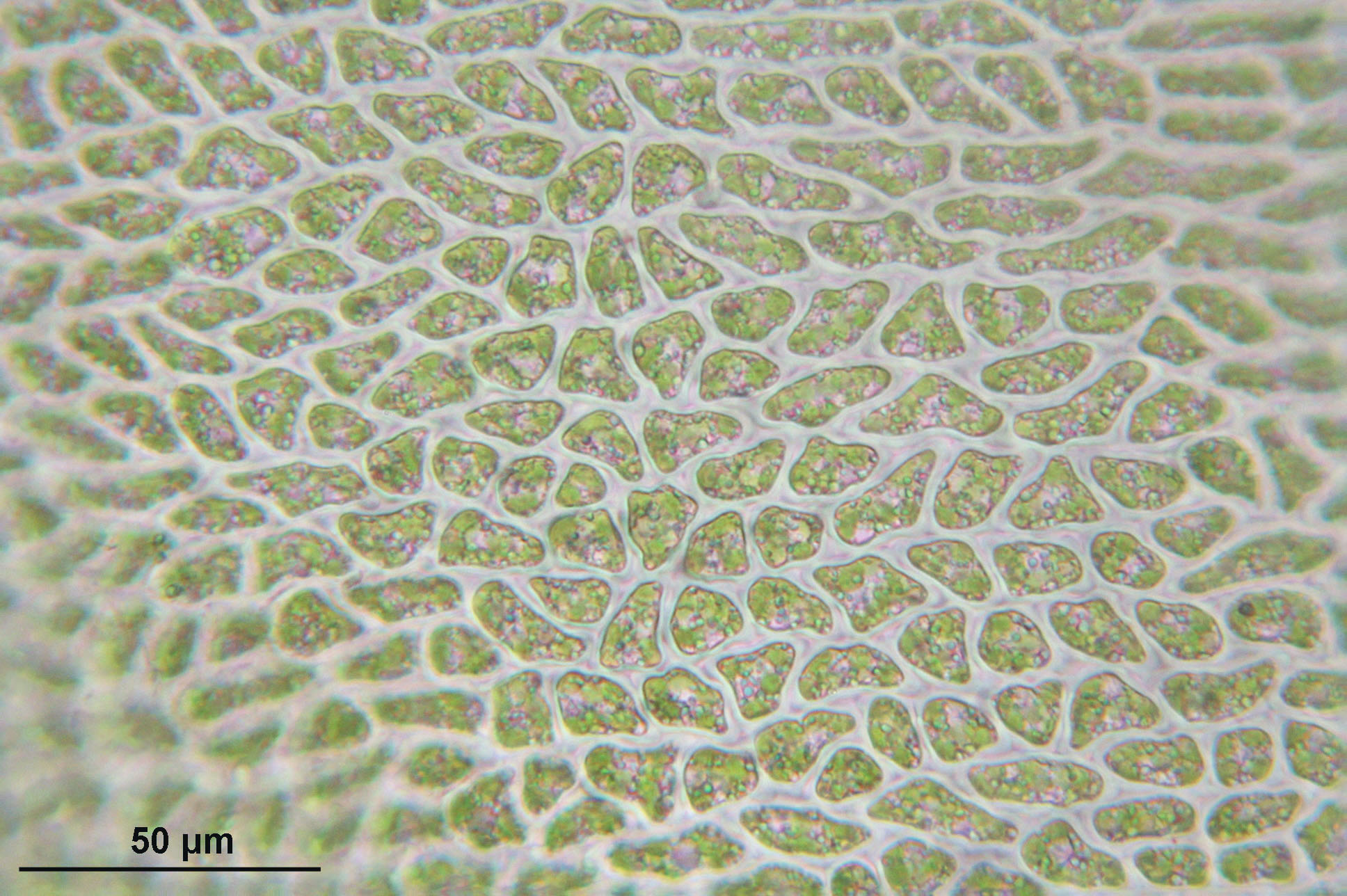
Bladcellen midden
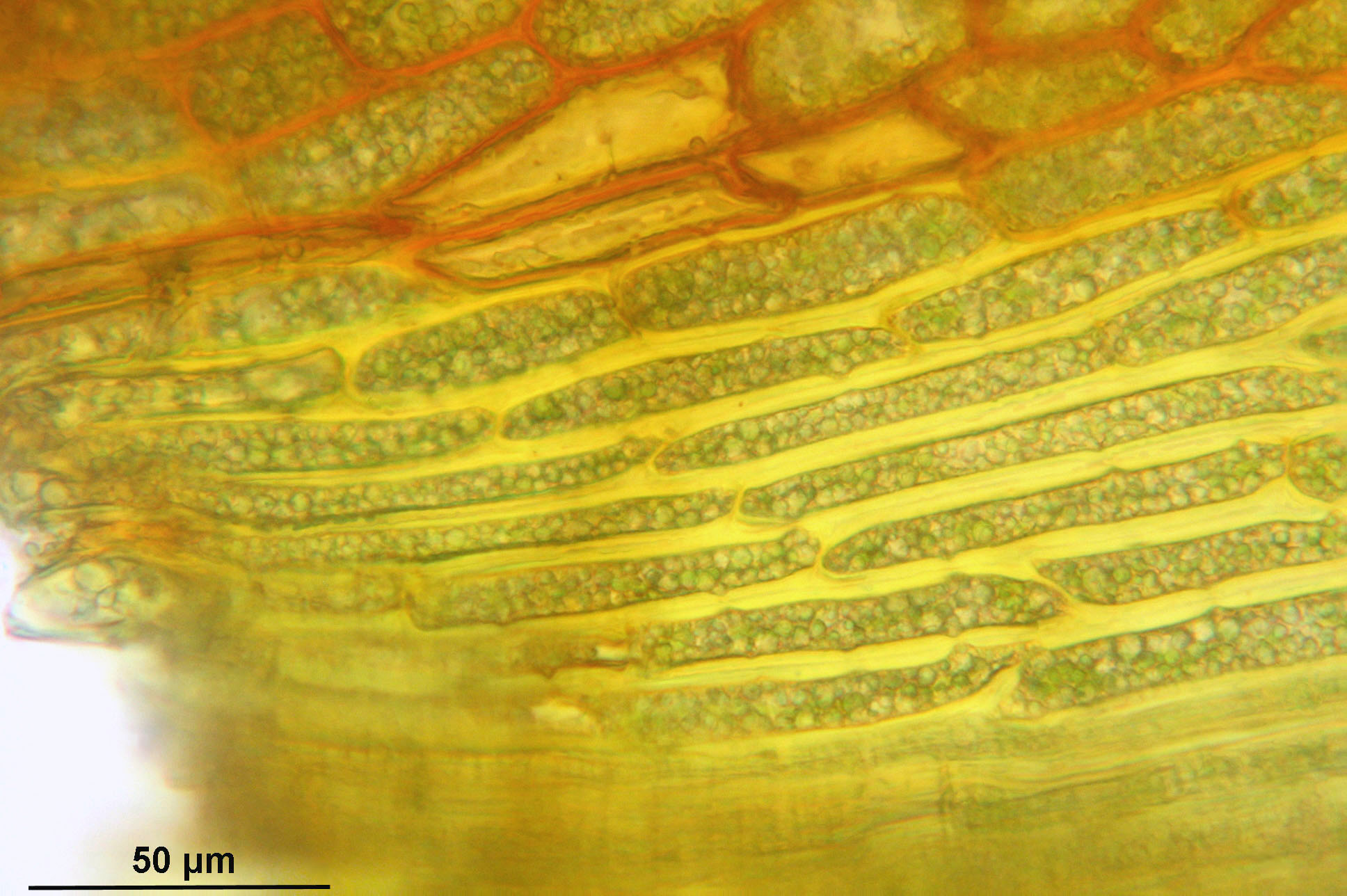
Bladcellen bladvoet